# Rajkovac (Mladenovac)
Pour les articles homonymes, voir Rajkovac.

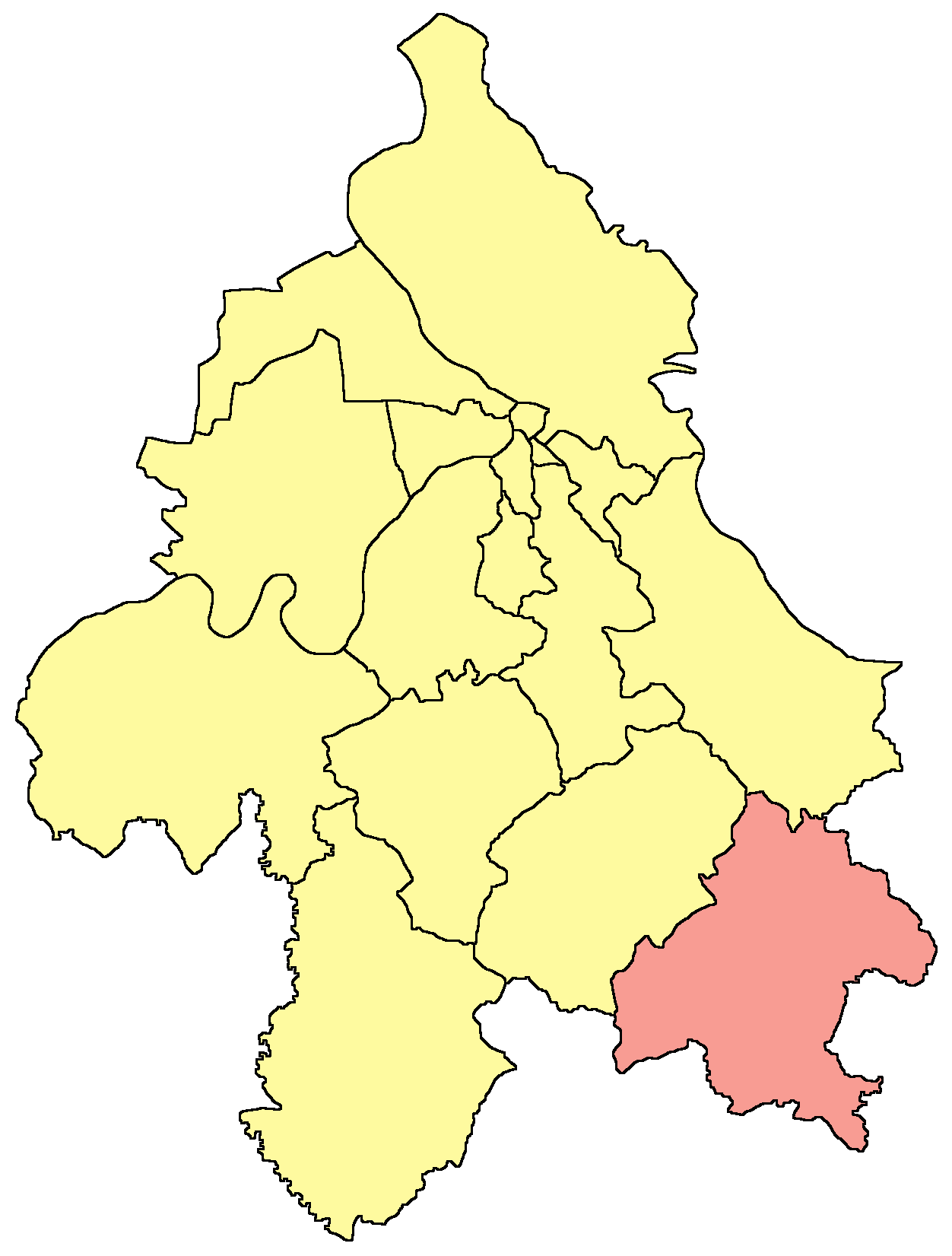
Localisation de la municipalité de Mladenovac dans la Ville de Belgrade

Rajkovac (en serbe cyrillique : Рајковац) est une localité de Serbie située dans la municipalité de Mladenovac et sur le territoire de la Ville de Belgrade. Au recensement de 2011, elle comptait 1 948 habitants.
Rajkovac est officiellement classé parmi les villages de Serbie.

## Démographie

### Évolution historique de la population
| 1948 | 1953 | 1961 | 1971 | 1981 | 1991  | 2002  | 2011  |
| ---- | ---- | ---- | ---- | ---- | ----- | ----- | ----- |
| 686  | 738  | 669  | 658  | 817  | 1 354 | 1 639 | 1 948 |

|  |